# Firțigaia
Firțigaia este un vechi soi românesc de struguri albi care era cultivat mai mult în podgoria Huși. Strugurii aveau boabele mari și dese. Vinurile obținute din acest soi erau foarte fine și aromate, cu o tărie alcoolică de 11-12%..